# Glenidion herbigradum
Glenidion herbigradum es una especie de insecto coleóptero de la familia Chrysomelidae. Fue descrita científicamente en 1997 por Bechyne.